# Alexander Montgomerie
Alexander Montgomerie  (um 1550 in Ayrshire; † August 1598 in Schottland) war ein schottischer Dichter und Höfling der Renaissance und wurde zu den Makars gezählt.

## Leben
Er war der Sohn des Grundbesitzers Hugh Montgomerie of Hessilheid (gestorben 1588) und hatte über den Earl of Eglinton entfernte Verwandtschaft in Hofkreisen.
Er gehörte in den 1580er Jahren zum Dichterkreis um Jakob VI. von Schottland (Jakob I. von England), der als Castalian Band bekannt wurde (nach der Kastalischen Quelle benannt). Vorbild war der französische Dichterkreis La Pléiade. Dem Kreis gehörte auch der König als Dichter an, der auch ein Buch Some Reulis and Cautelis to be observit and eschewit in Scottis poesie (1584) schrieb, das die poetischen Standards des Kreises festlegen sollte. Montgomerie war der wichtigste Dichter des Kreises. Einige seiner Gedichte wurden vertont.
Montgomerie war Katholik (wozu er auf einer Spanien-Reise konvertierte) an einem überwiegend protestantischen Hof. In dieser Funktion wurde er auch in die Kämpfe zwischen Katholiken und Protestanten verwickelt. 1586 bis 1588 kämpfte er wie Sir Philip Sidney in den Niederlanden gegen die Spanier. Nach der Rückkehr war er in einen langwierigen Rechtsstreit um seine Hofpension (die ihm 1583 verliehen wurde) verwickelt, in der er 1593 unterlag. Das spiegelte sich auch in seinen Gedichten wider. 1596/97 war er in eine katholische Verschwörung verwickelt, die Burg auf der Insel Aisla Craig  im Firth of Clyde zu erobern zur Unterstützung eines spanischen Eingreifens in Irland. Sein Dichterkollege und Freund Hugh Barclay of Ladyland wurde dabei getötet und er selbst im Juli 1597 zur Verhaftung ausgeschrieben (Erklärung zum Outlaw). Er floh aber nicht aus Schottland und starb im August 1598. Er liegt wahrscheinlich in Holyrood Abbey in Edinburgh begraben. Protestantische Kräfte verweigerten ihm zunächst das Begräbnis dort, das aber nach Eingreifen des Königs doch noch zustande kam. 
Seine Gedichte sind in der Ker-Handschrift der Universitätsbibliothek Edinburgh erhalten. Er galt als einer der besten Dichter des Mittel-Schottischen und insbesondere als Meister des Sonnetts. Sein Hauptwerk ist The Cherrie and the Slae. Es zeigt Einflüsse älterer Makars, aber auch französischer Renaissancedichter wie Pierre de Ronsard und Barockdichtern wie John Donne (Metaphysische Dichtung), den Spanier Luis de Góngora und den Italiener Giambattista Marino.

## Werkausgaben
- David John Parkinson (Hrsg.): Alexander Montgomerie, Poems. 2 Bände, Edinburgh: Scottish Text Society 2000
- Helen M. Shire (Hrsg.): Alexander Montgomerie. A selection from his songs and poems. Oliver and Boyd 1960